# 勃氏碱茅
勃氏碱茅（学名：Puccinellia przewalskii），为禾本科碱茅属下的一个植物种。